# 殷蔚伯
殷蔚伯（1931年12月—），男，汉族，天津人，中国肿瘤放射治疗学专家，曾任中国医学科学院肿瘤医院主任医师、博士生导师。